# Zabrodzie (gromada w powiecie wołomińskim)
Zabrodzie – dawna gromada, czyli najmniejsza jednostka podziału terytorialnego Polskiej Rzeczypospolitej Ludowej w latach 1954–1972.
Gromady, z gromadzkimi radami narodowymi (GRN) jako organami władzy najniższego stopnia na wsi, funkcjonowały od reformy reorganizującej administrację wiejską przeprowadzonej jesienią 1954 do momentu ich zniesienia z dniem 1 stycznia 1973, tym samym wypierając organizację gminną w latach 1954–1972.
Gromadę Zabrodzie z siedzibą GRN w Zabrodziu utworzono – jako jedną z 8759 gromad na obszarze Polski – w powiecie wołomińskim w woj. warszawskim, na mocy uchwały nr VI/10/23/54 WRN w Warszawie z dnia 5 października 1954. W skład jednostki weszły obszary dotychczasowych gromad Adelin, Choszczowe, Dębinki, Fabjanów, Gaj, Lipiny, Mościska, Mostówka, Niegów, Wysychy, Zabrodzie i Zazdrość ze zniesionej gminy Zabrodzie oraz obszar dotychczasowej gromady Głuchy ze zniesionej gminy Dąbrówka w tymże powiecie. Dla gromady ustalono 27 członków gromadzkiej rady narodowej.
31 grudnia 1959 do gromady Zabrodzie przyłączono obszar zniesionej gromady Słopsk w tymże powiecie (bez wsi Dręszew i Marianów).
Gromada przetrwała do końca 1972 roku, czyli do kolejnej reformy gminnej. 1 stycznia 1973 w powiecie wołomińskim reaktywowano gminę Zabrodzie (od 1999 gmina leży w powiecie wyszkowskim w woj. mazowieckim).